# Симон Людвиг (граф Липпе)
Симон Людвиг Липпский (нем. Simon Ludwig zur Lippe; 14 марта 1610, Бракский дворец — 8 августа 1636, Детмольд) — граф Липпе-Детмольда.

## Биография
Симон Людвиг — старший сын графа Симона VII Липпского и его первой супруги Анны Екатерины Нассау-Висбаденской. Отец Симона Людвига умер в 1627 году, когда наследник ещё не достиг совершеннолетия. Его опекуном был назначен Кристиан Вальдекский, отец второй супруги отца. Дядя Отто Липпе-Бракский находился в натянутых отношениях с Детмольдом, а граф Иоганн Людвиг Нассау-Гадамарский был католиком.
В 1627 году молодой граф отправился в гран-тур по Европе и побывал в Праге, Франции, Англии и Нидерландах. По его возвращении в 1631 году императору Священной Римской империи Фердинанду II было подано ходатайство о досрочном признании Симона Людвига совершеннолетним.
Под влиянием собственного канцлера Кристофа Дайхмана Симон Людвиг постепенно отказался от осторожной нейтральной политики, которую вёл его отец, и сблизился со Швецией. Симон Людвиг тем самым лишился доверия императора, но и противоборствующая сторона не пощадила графство Липпе. Если императору выплачивались контрибуции, то шведы требовали поставок провианта. Все тяготы войны обрушились на графское семейство, когда в 1634 году была разграблена крепость Шваленберг, а в 1636 — дворец Фаренхольц.
Симон Людвиг вступил в Плодоносное общество под именем «Осматривающий» (Der Durchsuchende). В возрасте 26 лет Симон Людвиг умер от оспы.

## Потомки
19 июня 1631 года Симон Людвиг женился на графине Екатерине Вальдек-Вильдульгенской (1612—1649), дочери своего опекуна Кристиана Вальдекского и младшей сестре мачехи Марии Магдалены (1606—1671). В этом браке родились:
- Симон Филипп (1632—1650)
- Герман Отто (1633—1646)
- Людвиг Кристиан (1636—1646)